# Giuseppe Micoli
Giuseppe Micoli (Locorotondo, 20 febbraio 1992) è un giocatore di calcio a 5 italiano.

## Carriera

### Club
Dopo aver iniziato a giocare a calcio a 11 , si dà al calcio a 5 giocando nel LCF Martina di Martina Franca. Nell'estate del 2013 si trasferisce al Real Rieti in serie A , con cui disputa una finale scudetto e la Futsal Cup oltre a vincere la Winter Cup. Con la maglia del Rieti mette a segno anche un gol. Giocherà nel Real Rieti fino al 2017. Passa in seguito al Itria, sempre in serie A dal suo vecchio allenatore Piero Basile e dove offre grandi prestazioni. A gennaio si trasferisce all'Italservice.

### Nazionale
Vanta alcune presenze con la Nazionale maggiore, oltre a quelle disputate con le selezioni giovanili.

## Palmarès
- Coppa della Divisione: 1
Real Rieti: 2018-19
- Winter Cup: 1
Real Rieti: 2015-16
- Campionato di Serie A2: 1
LC Five Martina: 2012-13 (girone B)
- Coppa Italia di Serie B: 1
Itria: 2021-22